# Doratorhynchus
Doratorhynchus is de naam die door Harry Govier Seeley als nieuwe geslachtsnaam voor de pterosauriër Pterodactylus validus werd gesuggereerd. Tegenwoordig wordt aangenomen dat hij faalde in zijn naamgeving en de naam dus een ongeldige nomen vanum is.
In 1870 benoemde Richard Owen op basis van holotype BMNH 40653, een dertig centimeter lang gedeelte van een eerste of tweede vingerkootje van de vleugelvinger van een pterodactyloïde pterosauriër, de soort Pterodactylus validus. De soortaanduiding betekent 'de sterke' in het Latijn, een verwijzing naar de aanzienlijke omvang die het dier gehad moet hebben.
Ter gelegenheid van het kerstfeest van 1868 had Seeley, toen op bezoek in Swanage in Dorset, een dertien centimeter lange slanke wervel en een lang stuk onderkaak cadeau gekregen die waren gevonden door een steenwerker in een groeve bij Langton Matravers in de Purbeck Limestone uit het Tithonien, late Jura. Eerst beschreef Seeley dit materiaal als Pterodactylus macrurus. In 1875 wees hij het echter toe aan P. validus maar gaf de soort meteen een nieuwe geslachtsnaam: Doratorhynchus. De naam is afgeleid van het Klassiek Griekse dory, 'lans' en rhynchos, 'snuit', een verwijzing naar, zoals Seeley het uitdrukte, de 'samengedrukte, langwerpige, veeltandige, speervormige kaak'. Bij de naamgeving verwees hij echter niet naar BMNH 40653.
In 1888 wees Edward Newton het materiaal toe aan Ornithocheirus, als een O. validus; Justin Delair zou in 1993 het materiaal splitsen en Ornithocheirus validus gebruiken voor het vleugelbot en Doratorhynchus validus voor de wervel en kaak.
In de jaren tachtig verkreeg het onderwerp een extra belang doordat bleek dat de wervel, die door Seeley nog voorzichtig als een staartwervel was aangeduid, vermoedelijk uit de nek kwam en zou wijzen op het voorkomen van grote langhalzige pterosauriërs in de Laat-Jura, door Peter Wellnhofer zelfs gezien als voorlopers van vormen als Quetzalcoatlus; daarom werd Doratorhynchus in 1986 door Stafford Howse aan de Azhdarchinae en in 1991 door Phillip Murry aan de Azhdarchidae toegewezen. Hierna bestudeerden Howse en Andrew Milner de zaak nog eens nauwkeurig. Ze kwamen tot de conclusie dat Seeley door niet naar het holotype van P. validus te verwijzen gefaald had in zijn bedoelde naamsverandering en dat Doratorhynchus dus een nomen vanum was. Die 'ijdele naam' kon echter ook niet het wel gerefereerde materiaal aanduiden omdat ze bedoeld was ter verandering van P. validus. Van BMNH 40653 concludeerden ze overigens dat het ieder diagnostisch kenmerk ontbeerde en dat een poging alsnog de naam te veranderen slechts zou resulteren in een nomen dubium. Pterodactylus macrurus, de kaak, zou aan Gnathosaurus behoren en de halswervel aan een nog onbepaald lid van de Ctenochasmatidae.